# Walter Walford Johnson

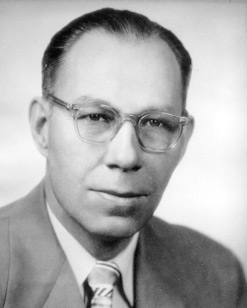
Foto von Johnson

Walter Walford Johnson (* 16. April 1904 in Pueblo, Colorado; † 23. März 1987 in Tempe, Arizona) war ein US-amerikanischer Politiker (Demokratische Partei) und von 1950 bis 1951 der 31. Gouverneur des Bundesstaates Colorado.

## Frühe Jahre und Aufstieg
Johnson besuchte die örtlichen Schulen seiner Heimat. Danach arbeitete er in verschiedenen Bereichen wie etwa im Baugewerbe, im Immobilienhandel oder im Versicherungswesen. Politisch war er Mitglied der Demokratischen Partei. Seit 1937 war er im Schulausschuss seiner Heimatstadt Pueblo und von 1939 bis 1943 war er dessen Vorsitzender. Zwischen 1941 und 1949 saß er im Senat von Colorado.

## Gouverneur von Colorado
Im Jahr 1948 wurde Johnson zum Vizegouverneur seines Staates gewählt. Als Gouverneur William Lee Knous am 15. April 1950 von seinem Amt zurücktrat um eine Richterstelle zu übernehmen, musste Johnson die restliche Amtszeit bis zum 9. Januar 1951 als Gouverneur beenden. In seiner kurzen Amtszeit wandte er sich gegen Vorschläge die Steuern zu erhöhen. Es gelang ihm sogar, die Einkommensteuer zu senken. Die Gehälter der Lehrer wurden erhöht und das Autobahnsystem modernisiert. Johnson förderte auch den Tourismus. Trotzdem schaffte er es nicht im November 1950 in seinem Amt bestätigt zu werden. Bei der Gouverneurswahl unterlag er gegen den Republikaner Dan Thornton.

## Weiterer Lebenslauf
Auch nach dem Ende seiner Gouverneurszeit blieb Johnson politisch aktiv. Zwischen 1951 und 1959 war er erneut im Senat seines Staates. Danach war er noch Mitglied in einigen Regierungskommissionen. Er starb im März 1987. Mit seiner Frau Neva M. Morrow hatte er zwei Kinder.